# Iridologie
Iridologie je jedním z odvětví alternativní medicíny, které se zabývá diagnózou zdravotního stavu jedince podle obrazu duhovky jeho oka (irisdiagnostikou, iridoskopií). Iridologové prohlašují, že každá část duhovky ukazuje stav určité části těla, orgánu či systému. Známé rčení říká, že oko je oknem do naší duše, pohledem iridologie je však také mapou lidského těla.
V současnosti má medicína vůči iridologii negativní postoj. Na rozdíl od medicíny založené na důkazech, iridologie není podpořena kvalitními studiemi a je považována za pseudovědu.
Rysy duhovky jsou jedním z nejstabilnějších rysů na lidském těle po celý život. Stabilita struktur duhovky je základem biometrické technologie, která využívá rozpoznávání duhovky pro účely identifikace.
Oko je dle zastánců iridologie nervově propojeno se všemi částmi našeho těla. Orgány mají mít na duhovce oka svá reflexní nervová zakončení, stejně jako je mají třeba na plosce nohy. Pokud má orgán potíže nebo je nějak geneticky zatížen, v oku by se to mělo projevit jako pigmentace nebo jako uvolnění vláken duhovky a vznik trhliny (tzv. laguny), jako změna tvaru duhovky a panenky, změna projasnění duhovky atd... Oko má údajně signalizovat skryté příčiny zdravotních potíží jako je změna kvality krve, hormonální nerovnováha, porušení nervového zásobení orgánu, stupeň tkáňových změn na orgánu a kolem něj.[zdroj?]

## Historie
První pokusy o zjišťování chorob z lidského oka se datují tisíce let zpět do dob starověké Číny. Podle astrologických principů, které hledají závislost lidského osudu (mikrokosmos) na hvězdách (makrokosmos), si Číňané podobně představovali oko jako takový mikrokosmos celého těla. Jedny z prvních záznamů byly nalezeny také v egyptské Gíze. Sepsal je slavný Tutanchamonův lékař a kněz El Aks. Ten se také zasloužil o rozšíření této metody v tehdejším světě.
Na evropské půdě rozšířil iridologii lékař Filip Meyens a dvě stě let poté zejména maďarský lékař Ignátz von Peczely (1825–1911), který je považován za zakladatele moderní iridologie. Ten se na počátku 19. století díky příhodě z dětství začal věnovat jejímu studiu a v roce 1836 navrhl první mapu oční duhovky, která zachycovala lokalizaci jednotlivých orgánů.
O rozšíření iridologie v Německu v období mezi světovými válkami se zejména zasloužil Rudolf Schnabel a jeho žáci – Josef Angerer a Theodore Kriege. Po válce byla iridologie v Německu praktikována více než desetitisíci lékaři. Bylo pořízeno něco kolem 75 tisíc fotografií a detailně popsáno mnoho případů.[zdroj?]
Významnými Německými iridology byli např.:
- Rudolf Schnabel of Cologne, Německo (1882–1952)
- Josef Angerer z Passau, Německo (1907–1994)
- Josef Deck z Ettlingenu, Německo (1914–1992)[12]

Poměrně značný rozvoj zažila iridologie v Německu a Sovětském svazu. V roce 1951 vznikla na popud B. Jensena Mezinárodní iridologická společnost a o rok později Jensen vydal knihu „The Science and Practice of Iridology“. Ve Spojených státech vychází pravidelně od roku 1978 také časopis Mezinárodní iridolog. Na začátku 80. let začala iridologie pronikat ze Sovětského svazu také k nám.

## Princip iridologie

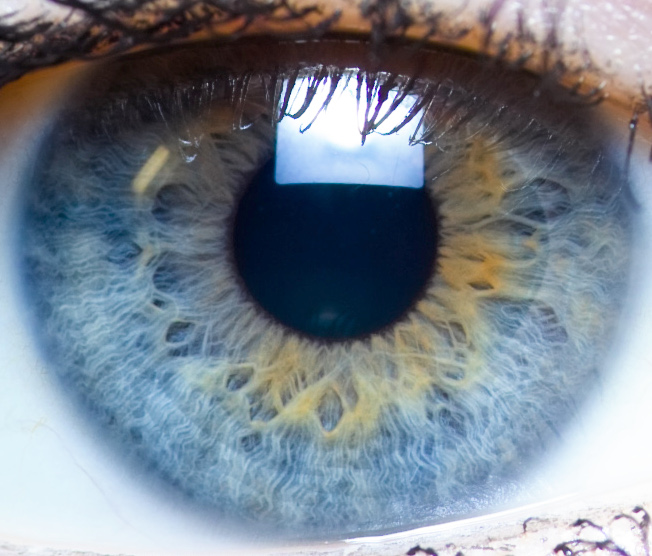
Zde je duhovka je modrožlutá oblast kolem průhledné zornice. Bílá vnější oblast je skléra.

Iridologie vychází ze studia barev, skvrn a znamének na oční duhovce, panence a očním bělmu, dále se zkoumají také změny v uložení a tvaru panenky. To se provádí za pomoci speciálních fotoaparátů se zabudovaným mikroskopem. Základním předpokladem je tak tvrzení, že dané znaky v oku jsou propojeny s určitými částmi našeho organismu. Každý orgán by pak na mapě duhovky měl náležet do konkrétního sektoru. Peczelyho mapa měla dvanáct takových sektorů. Například hlava se zobrazovala v horní části duhovky a trávicí soustava zase v malém prstenci kolem panenky. Zmíněné čáry, tečky a změny barvy či struktury charakterizují nemoci částí těla náležejících do příslušného úseku.[zdroj?]
Iridologie vysvětluje tento jev propojením oka s nervovou soustavou skrze optický nerv. Mozek zachycuje informace o fyzických i psychických procesech v našem těle, které se v oku objevují v podobě různých skvrn, kosočtverců, bodů, barevných změn apod.
Podle těchto znaků pak iridolog hledá místa původu a příčiny určitých nemocí či oslabení organismu prodělaných již dříve, právě probíhajících, údajně lze ale objevit i genetické predispozice (přednosti i slabosti) a náchylnost člověka k určitým chorobám. Iridologie tak může sloužit také jako prevence proti možným budoucím problémům.
V opozici proti sobě stojí iridologie s medicínou. Iridologie tvrdí, že současné lékařství chybuje, jelikož specializované obory často opomíjí kořeny potíží, které mohou mít komplexnější charakter, a zapomíná chápat tělo jako propojené systémy závislé jeden na druhém. Podle ní běžná vyšetření typu CT, RTG, EEG či krevních testů často nedokáží odhalit příčiny chronických problémů, ze kterých choroba pramení.

## Kritika
Lékařská věda odmítá veškerá tvrzení všech odvětví iridologie, označuje je za pseudovědu nebo dokonce za šarlatánství Podle ní je zřejmým omylem iridologie snaha zjistit ze zdravé oční tkáně bez žádného propojení s většinou částí lidského těla onemocnění celého organismu. Německý oftalmolog profesor Schreck prohlásil: "Stojíme zde před neslýchaným paradoxem a groteskou až absurditou, v celém lékařství ojedinělou, která spočívá v tom, že lidé chtějí poznávat nemoci z normální tkáně." Oči sice mohou odrážet určitý okruh nemocí jako je například žloutenka, jejich diagnostika však v tomto případě nemá nic společného s principy iridologie.
Kritici, včetně většiny praktických lékařů, iridologii odmítají vzhledem k tomu, že publikované studie poukazují na nedostatečnou úspěšnost jejích tvrzení. Klinické údaje doposud nepotvrzují korelaci mezi nemocemi v těle a shodnými pozorovatelnými změnami na duhovce. V kontrolovaných experimentech nedosáhli praktikující iridologové statisticky lepších výsledků než je náhoda při určování přítomnosti nemoci nebo zdravotního stavu pouze na základě pozorování duhovky.
Bylo poukázáno na to, že předpoklad iridologie je v rozporu se skutečností, že duhovka neprochází během života jedince podstatnými změnami. Struktura duhovky je fenotypový znak, který se vyvíjí během těhotenství a po narození zůstává nezměněn. Neexistují žádné důkazy o jiných změnách struktury duhovky než o změnách pigmentace v prvním roce života a změnách způsobených léčbou glaukomu. Stabilita struktury duhovky je základem biometrické technologie, která využívá rozpoznávání duhovky pro účely identifikace.
V červnu 2014 byla odsouzena matka šestiletého chlapce a její přítel k patnácti letům vězení proto, že na radu irisdiagnostiků přestali chlapci trpícímu diabetem aplikovat inzulin. Léčitelé takové doporučení popřeli a nebylo jim v přípravném řízení prokázáno. Chlapec zemřel na následky oběhového selhání při hyperglykemickém komatu.

## Vědecký výzkum iridologie

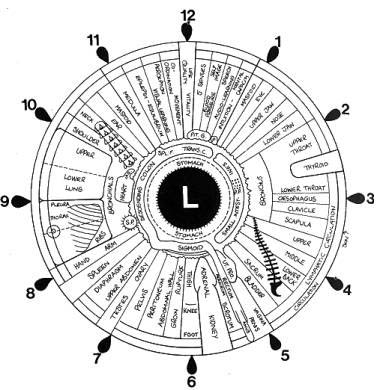
Příklad jedné z verzí iridologických map, která koreluje oblasti levé duhovky, jak je vidět v zrcadle, s částmi levé strany těla. Změny v barvě nebo vzhledu duhovky údajně ukazují na změny zdravotního stavu odpovídající části těla.

Proběhla již řada experimentů, které se snažily správnost irisdiagnostiky vyvrátit. Roku 1939 byla v Německu vypsána odměna 10.000 marek za zdařilou diagnózu série klinických případů. Iridologie, jako alternativní metoda, v těchto experimentech skutečně neuspěla. Její důvěryhodnosti nepřidává ani fakt, že neexistuje jednotná mapa duhovky, jednotné schéma projekce orgánů v lidském oku.
Německá studie z roku 1957, která pracovala s více než 4000 snímky duhovky více než 1000 lidí dospěla k závěru, že iridologie není jako diagnostický nástroj využitelná.
V roce 1979 Bernard Jensen, přední americký iridolog, a dva další iridologové nedokázali prokázat své schopnosti irisdiagnostiky, když zkoumali fotografie očí 143 pacientů ve snaze zjistit, kteří z nich mají onemocnění ledvin. Jeden iridolog například stanovil, že 88 % zdravých jedinců mělo onemocnění ledvin, zatímco jiný soudil, že 74 % pacientů, kteří potřebovali dialýzu, bylo zdravých.
Roku 1988 profesor Paul Knipschild provedl studii zaníceného žlučníku ve které nechal posuzovat stereoskopické snímky pravého oka 74 pacientů šesti iridologům. Úspěšnost irisdiagnostiky byla necelých 50 %, tedy mohla být zcela náhodná. Závěr autora studie: „iridologie není užitečná diagnostická metoda“.
Ve studii, kterou provedl Timothy J. Buchanan Buchanan z University of Central Lancashire se svým týmem roku 1996 byly irisdiagnostikovány čtyři skupiny pacientů - 30 osob s ulcerativní kolitídou, 25 s koronárním srdečním onemocněním, 30 s astmatem a 30 s lupénkou. Kontrolní skupiny odpovídaly věkem a pohlavím. Fotografie obou duhovek byly posuzovány manuálně nebo pomocí software odborníky na iridologii. Výsledná úspěšnost odpovídala náhodě a tedy závěr studie byl takový, že „pro diagnózu těchto onemocnění není iridologie nápomocná.“
Edzard Ernst roku 2000 publikoval srovnávací studii, ve které dochází k závěru, že nenalezl nic, v čem by iridologie byla prospěšná, a upozorňuje na možnou újmu osobní i finanční.
Studie z roku 2005 testovala možnosti využití iridologie při diagnostice běžných forem rakoviny. Zkušený iridolog zkoumal oči 110 osob, z nichž u 68 byla prokázána rakovina prsu, vaječníku, dělohy, prostaty nebo tlustého střeva a konečníku, a 42, u kterých nebyla rakovina diagnostikována. Irisdiagnostik, který si nebyl vědom pohlaví nebo anamnézy zkoumaných osob byl požádán, aby navrhl diagnózu pro každého z nich a jeho výsledky pak byly porovnány jejich předchozí anamnézou. Závěr studie byl, že "Iridologie nemá žádnou hodnotu při diagnostice rakoviny, zkoumané v této práci."
V roce 2015 zveřejnilo australské ministerstvo zdravotnictví výsledky přezkumu alternativních terapií, jehož cílem bylo zjistit, zda jsou některé z nich vhodné pro úhradu ze zdravotního pojištění. Iridologie byla jednou ze 17 hodnocených terapií, u nichž nebyly nalezeny žádné jasné důkazy o účinnosti.

## Regulace, licence a certifikace
V České republice, Kanadě a Spojených státech není iridologie regulována ani licencována žádnou vládní agenturou. Řada organizací nabízí certifikační kurzy.

## Možné škody
Lékařské omyly – léčba stavů diagnostikovaných touto metodou, které ve skutečnosti neexistují (falešně pozitivní výsledek), nebo falešný pocit bezpečí, když vážný stav není touto metodou diagnostikován (falešně negativní výsledek) – mohou vést k nesprávné nebo opožděné léčbě a dokonce ke smrti.

### Pro
- (anglicky) Is the Iris a Receptor? Archivováno 23. 11. 2005 na Wayback Machine.
- (anglicky) Celestial Healing site about iridology (příklad mapy očních duhovek)
- (anglicky) Canadian Institute of Iridology
- (česky) Iris diagnostika v pořadu ČT barvy života
- (česky) Pohled na iridologii - zamyšlení

### Proti
- (anglicky) The Skeptics Dictionary
- (anglicky) Quackwatch
- (česky) Zpověď bývalého iridologa
- (anglicky) Iridology: not useful and potentially harmful. – Edzard Ernst
- (česky) - Heřt J.: Slovník esoteriky a pavěd - Iridologie, Sisyfos - Český klub skeptiků
- (česky) - Heřt J.: Alternativní medicína a léčitelství, 2010, 104-105; dostupné online